# ONE take 2.0 我忘了我已老去世界巡迴演唱會
《ONE take 2.0 我忘了我已老去世界巡迴演唱會》是台灣男歌手林志炫的個人大型巡迴演唱會，目的為展示林志炫三十年來的成就，于2020年1月11日起一连在金光綜藝館揭開序幕，但因受疫情影響，演唱會巡迴第一站後立即停止，直至2023年才繼續巡迴。

## 背景
2020年1月11日，演唱會在金光綜藝館揭開序幕，但因疫情問題，演唱會舉辦1場後並停止舉辦，直至另行通知。
2023年2月，林志炫宣布重啟演唱會，並表示首站定於在台北小巨蛋舉行，門票將於2023年2月14日中午12時正式開賣，價格由新臺幣800至5200不等。之後演唱會主要集中於中國大陸巡迴。

## 場次列表
| 日期           | 城市     | 場館                            | 動員人數 | 備註               |
| -------------- | -------- | ------------------------------- | -------- | ------------------ |
| 2020年1月11日  | 澳門     | 金光綜藝館                      |          |                    |
| 2023年5月20日  | 臺北     | 台北小巨蛋                      |          |                    |
| 2023年6月22日  | 蘇州     | 蘇州奧林匹克體育中心體育場      |          |                    |
| 2023年7月22日  | 紹興     | 紹興奧體中心阿里巴巴文娛體育館  |          |                    |
| 2023年7月29日  | 合肥     | 合肥滨湖国际会展中心            |          |                    |
| 2023年8月12日  | 南昌     | 南昌國際體育中心體育館          |          |                    |
| 2023年8月26日  | 太原     | 山西體育中心體育館              |          |                    |
| 2023年9月16日  | 青島     | 青島體育中心國信體育館          |          |                    |
| 2023年10月14日 | 马来西亚 | 雲頂雲星劇場                    |          |                    |
| 2023年11月11日 | 合肥     | 福州海峽奧林匹克體育中心-綜合館 |          |                    |
| 2023年11月18日 | 南京     | 南京奧林匹克體育中心體育館      |          |                    |
| 2023年12月2日  | 上海     | 梅賽德斯-奔馳文化中心           |          |                    |
| 2023年12月31日 | 天津     | 天津體育館                      |          |                    |
| 2024年1月6日   | 寧波     | 寧波奧體中心體育館              |          |                    |
| 2024年3月9日   | 澳門     | 倫敦人綜藝館                    |          | 返場               |
| 2024年4月13日  | 深圳     | 深圳灣體育中心「春繭」體育館    |          |                    |
| 2024年4月20日  | 重慶     | 華熙文化體育中心                |          |                    |
| 2024年7月13日  | 臺北     | 台北小巨蛋                      |          | 返場               |
| 2024年7月20日  | 上海     | 梅賽德斯-奔馳文化中心           |          | 返場               |
| 2024年8月17日  | 西安     | 西安奧體中心體育館              |          |                    |
| 2024年9月7日   | 北京     | 华熙LIVE·五棵松                 |          |                    |
| 2024年10月19日 | 杭州     | 杭州奧林匹克體育中心體育館      |          |                    |
| 2024年11月9日  | 武漢     | 光谷國際網球中心                |          |                    |
| 2024年11月30日 | 成都     | 成都鳳凰山體育公園體育館        |          |                    |
| 2024年12月22日 | 洛杉磯   | Thunder Valley Casino Resort    |          |                    |
| 2024年12月31日 | 泉州     | 晉江市第二體育中心體育館        |          | 跨年場             |
| 2025年3月1日   | 蘇州     | 蘇州奧林匹克體育中心體育館      |          | 返場               |
| 2025年3月15日  | 上海     | 浦發銀行東方體育中心體育館      |          | 返場               |
| 2025年3月30日  | 北京     | 华熙LIVE·五棵松                 |          | 返場，嘉賓：莫文蔚 |
| 2025年4月19日  | 溫州     | 温州奧體中心-體育場             |          |                    |